# Оґава Усен
Оґава Усен (яп. 小川 芋銭; *11 березня 1868 — 17 грудня 1936) — японський художник першої половини XX ст.

## Життєпис
Походив з самурайського роду Оґава. Народився у 1868 році в Едо (того ж року після переїзду імператора Мейдзі перейменовано на Токіо). Отримав ім'я Мокіті. У 1871 році після імператорського указу самураї втратили свої привілеї, що негативно позначилося на фінансовому становищі родини Огава.
Замолоду зацікавився живописом, поступивши до імператорської Академії живопису, де навчався живопису йога (західному хивопису) у Хонда Кункітірьо, а потім під Кадзі Тамея. Змінив ім'я на Усенн («У» — батат, «сен» — дріб'язок).
З 1888 року в якості малювальника став працювати у газеті «Тоя Сімбун». Розповідні серії Усена і його гострі карикатури регулярно протягом багатьох років з'являлися в найбільших газетах і були чимось на кшталт злободенних репортажів.
1893 року через фінансові складнощі перебирається до озера Усіку в префектурі Ібаракі, де займається сільським господарством. Водночас створював малюнки з сільського життя. 1915 року стає членом Коралового товариства (Санґо-кай).
У 1917 році Огава побачив виставку китайської та японської живопису в стилі нанга, яка глибоко вразила його. З цього часу стає прихильником сучасного японського живопису (ніхонга). Невдовзі увійшов до художньої спілки «Інтен». Помер у 1936 році.

## Творчість
У ранній період творчості переважно малював картини олією на полотні. Він ґрунтовно опанував цим новим для Японії видом живопису. У своїх малюнках Усен виходив не стільки з анатомічно правильних побудов за європейською системою, скільки розвивав особливості фігурних композицій «Манга» Хокусая.
Велику популярність принесли Усену серії картинок з життя капп — міфічних водяних істот. В образах капп художник зображував характерні людські типажі.
З кінця 1890-х років основою його творчих інтересів стали ідилічні пейзажі і жанрові сценки в традиційному стилі живопису тушшю.
У картинах, створених Усеном, починаючи з середини 1910-х років, знайдено вдале поєднання традиційного і сучасного. Про цей період творчості митця дає уявлення картина «Збір шовковиці» (1936 рік). На перший погляд, сувій схожий на незліченні класичні далекосхідні пейзажі з туманними горами на задньому плані й водною гладдю, переданою через фігуру замовчування. Втім врівноважена композиція з чітко домінуючою в центрі групою дерев, різноспрямовані людські фігури, що симетрично охоплюють центр, — все це видає в авторі сучасного майстра, знайомого з європейськими принципами побудови зображення. Типовим для XX століття є поєднання пейзажу з жанровою сценкою. У правому нижньому кутку Усен зобразив двох селянок, які обривають листя шовковиці для шовкопрядів. М'які розмиви багатотональної туші в небагатьох місцях переднього плану доповнені блідими прозорими фарбами.